# Trox elongatus
Trox elongatus är en skalbaggsart som beskrevs av Haaf 1954. Trox elongatus ingår i släktet Trox och familjen knotbaggar. Inga underarter finns listade i Catalogue of Life.